# Laura Tanarro
Laura Tanarro (Madrid, 1 de enero de 2004) es una futbolista española. Juega como defensa en el Atlético de Madrid B de la Primera Federación de España. Ha sido internacional con la selección sub-19 de España.

## Trayectoria

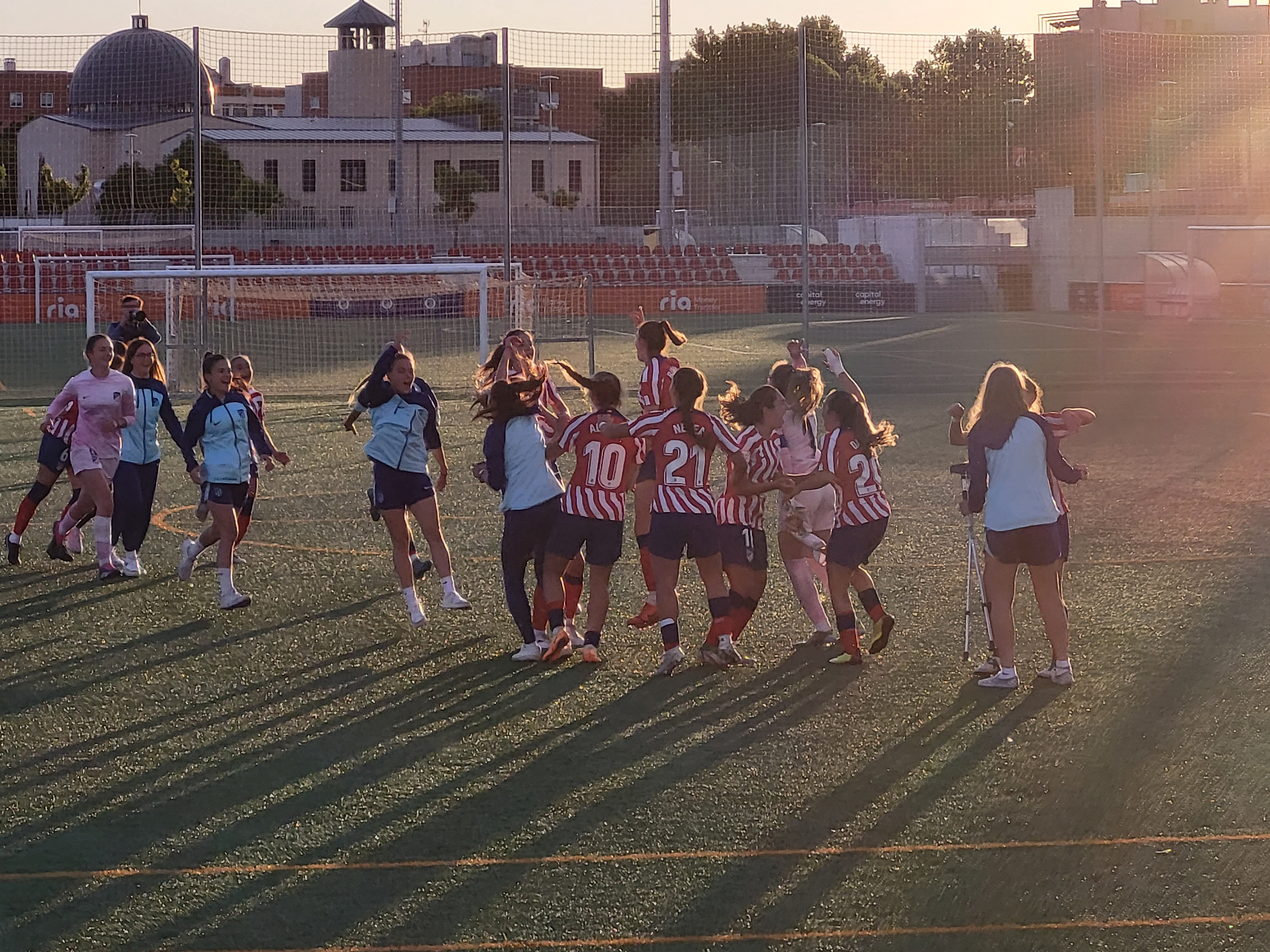
Laura Tanarro y sus compañeras del Atlético de Madrid B celebran el ascenso a Primera Federación en mayo de 2023

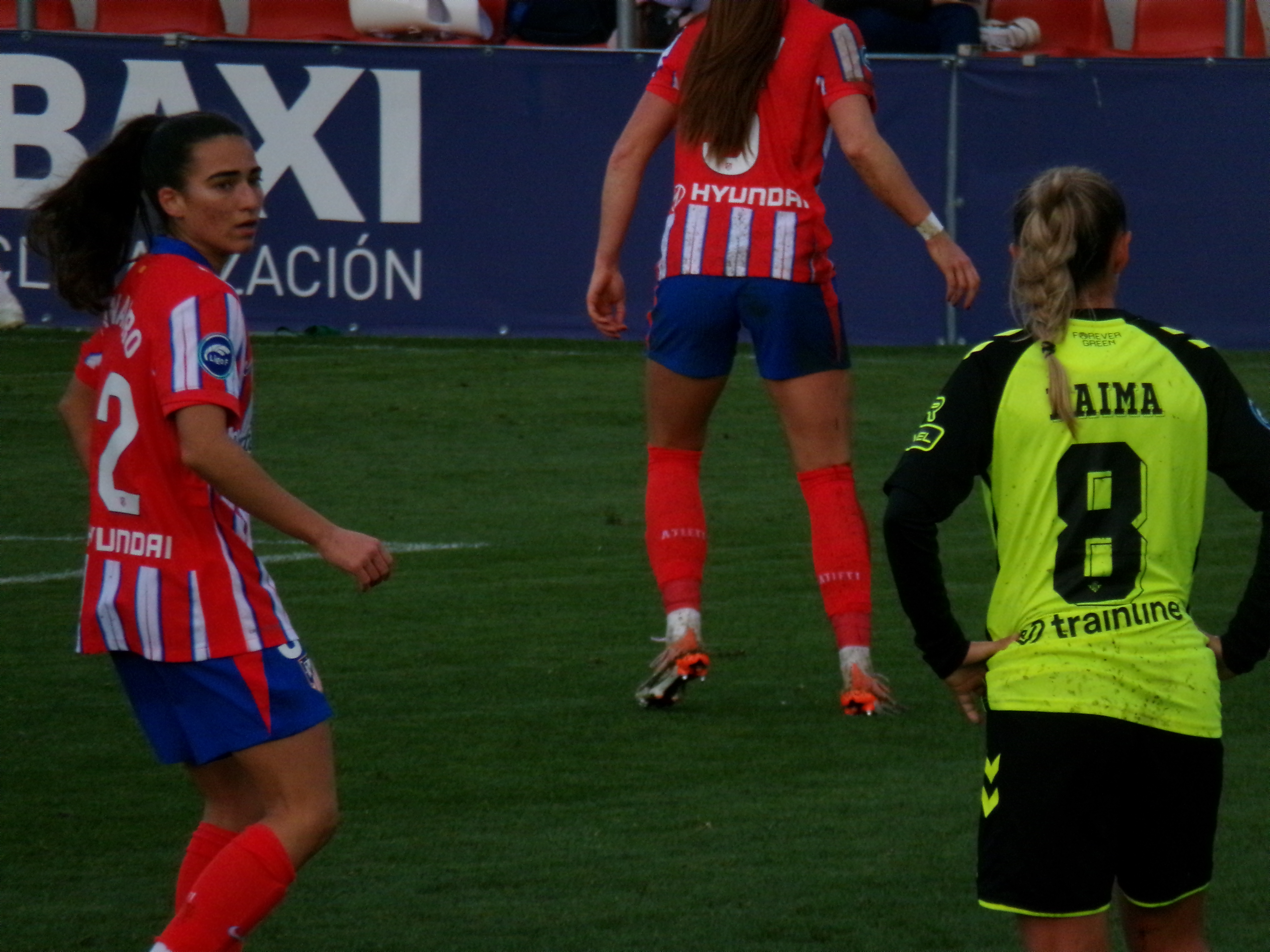
Debut de Laura Tanarro en Liga F

Creció en el barrio de La Poveda de Arganda del Rey, Empezó a jugar en la Unión Deportiva de La Poveda, siendo la única chica en un equipo de chicos. En 2015 fue campeona de España con la selección madrileña sub-12.
En 2016 llegó a la Academia del Atlético de Madrid, subiendo de categorías hasta llegar al Atlético de Madrid B en 2020. En 2019 fue subcampeona de España con la selección madrileña sub-15. En la temporada 2022-23 fueron campeonas de su liga, tras encadenar 12 victorias consecutivas en la segunda vuelta y lograr el 13 de mayo de 2023 el ascenso a Primera Federación.
En la temporada 2023-24 hizo la pretemporada con el primer equipo, y siguió siendo titular en el Atlético de Madrid B, hasta que en diciembre de 2023 sufrió una rotura de ligamento cruzado anterior que la apartó de los terrenos de juego durante un año completo.
En 2024 fue elegida por la RFEF entre las 5 candidatas ha ganar el premio Fútbol Draft como lateral derecho, premio que finalmente recayó en Sara Ortega. El 9 de marzo de 2025 debutó con empate sin goles en Primera División ante el Real Betis tras sustituir a Luany en la segunda parte del encuentro. Posteriormente dispuso d eminutos en otro partido de liga y uno de copa. Con el Atlético B jugó ocho partidos y lograron la permanencia en Primera RFEF.

## Selección nacional
Debutó con la selección sub-16 ante Italia el 17 de febrero de 2019 en el Torneo de Desarrollo de la UEFA. Unos días después volvió a jugar ante Inglaterra.
Debutó con la selección sub-19 con victoria por 3-0 ante Eslovaquia el 19 de octubre de 2021 en la Ronda 1 de la Fase de Clasificación del Campeonato Europeo, y luego jugó los otros dos partidos de esa fase de clasificación. Volvió a participar en la Ronda 2, pero no jugó en la Fase Final. En octubre de 2022 jugó de nuevo en la Ronda 1 del Europeo.

## Estadísticas

### Clubes
Actualizado al último partido jugado el 27 de abril de 2025.
| Club | Div.          | Temporada     | Liga  | Liga  | Liga   | Copas nacionales(1) | Copas nacionales(1) | Copas nacionales(1) | Copas internacionales(2) | Copas internacionales(2) | Copas internacionales(2) | Total | Total | Total  | Media goleadora(3) |
| Club | Div.          | Temporada     | Part. | Goles | Asist. | Part.               | Goles               | Asist.              | Part.                    | Goles                    | Asist.                   | Part. | Goles | Asist. | Media goleadora(3) |
| --- | ------------- | ------------- | ----- | ----- | ------ | ------------------- | ------------------- | ------------------- | ------------------------ | ------------------------ | ------------------------ | ----- | ----- | ------ | ------------------ |
| Atlético de Madrid B · España |               |               |       |       |        |                     |                     |                     |                          |                          |                          |       |       |        |                    |
| 2.ª | 2020-21       | 17            | 0     |       | -      | -                   | -                   | -                   | -                        | -                        | 17                       | 0     |       | -      |                    |
| 2.ª | 2021-22       | 29            | 0     |       | -      | -                   | -                   | -                   | -                        | -                        | 29                       | 0     |       | -      |                    |
| 2.ª RFEF | 2022-23       | 17            | 0     |       | -      | -                   | -                   | -                   | -                        | -                        | 17                       | 0     |       | -      |                    |
| 2.ª | 2023-24       | 8             | 0     |       | -      | -                   | -                   | -                   | -                        | -                        | 8                        | 0     |       | -      |                    |
| 2.ª | 2024-25       | 9             | 1     |       | -      | -                   | -                   | -                   | -                        | -                        | 9                        | 1     |       | 0.12   |                    |
| Total club | Total club    | 80            | 1     |       |        |                     |                     |                     |                          |                          | 80                       | 1     |       | 0.01   |                    |
| Atlético de Madrid · España |               |               |       |       |        |                     |                     |                     |                          |                          |                          |       |       |        |                    |
| 1.ª | 2024-25       | 2             | 0     | 0     | 1      | 0                   | 0                   |                     |                          |                          | 3                        | 0     | 0     | -      |                    |
| Total club | Total club    | 2             | 0     | 0     | 1      | 0                   | 0                   |                     |                          |                          | 3                        | 0     | 0     | -      |                    |
| Total carrera | Total carrera | Total carrera | 82    | 0     | 0      | 1                   | 0                   | 0                   |                          |                          |                          | 83    | 1     | 0      | 0.01               |
| (1) Incluye datos de Copa de la Reina y la Supercopa. (2) Incluye datos de Liga de Campeones Femenina de la UEFA]. (3) No incluye goles en partidos amistosos. |               |               |       |       |        |                     |                     |                     |                          |                          |                          |       |       |        |                    |

### Selección
Actualizado al último partido jugado el 9 de noviembre de 2022.
| Selecciones | Año   | Continental(4) | Continental(4) | Continental(4) | Mundial | Mundial | Mundial | Amistosos (5) | Amistosos (5) | Amistosos (5) | Total | Total | Total  | Media goleadora |
| Selecciones | Año   | Part.          | Goles          | Asist.         | Part.   | Goles   | Asist.  | Part.         | Goles         | Asist.        | Part. | Goles | Asist. | Media goleadora |
| --- | ----- | -------------- | -------------- | -------------- | ------- | ------- | ------- | ------------- | ------------- | ------------- | ----- | ----- | ------ | --------------- |
| Sub-16 | 2019  | -              | -              | -              | -       | -       | -       | 2             | 0             |               | 2     | 0     |        | -               |
| Sub-16 | Total |                |                |                |         |         |         | 2             | 0             | 0             | 2     | 0     | 0      | 0               |
| Sub-19 | 2021  | 3              | 0              | 0              |         |         |         |               |               |               | 3     | 0     | 0      | -               |
| Sub-19 | 2022  | 3              | 0              | 0              |         |         |         | 1             | 0             | 0             | 4     | 0     | 0      | -               |
| Sub-19 | Total | 6              | 0              | 0              |         |         |         | 1             | 0             | 0             | 7     | 0     | 0      | 0               |
| (4) Se incluyen Campeonatos Europeos y sus fases de Clasificación. (5) Sólo se incluyen partidos contra selecciones nacionales. |       |                |                |                |         |         |         |               |               |               |       |       |        |                 |

## Palmarés

### Campeonatos nacionales
| Título                           | Club                 | País   | Año     |
| -------------------------------- | -------------------- | ------ | ------- |
| Campeonato de España sub-12      | Selección madrileña  | España | 2016    |
| Campeonato de Segunda Federación | Atlético de Madrid B | España | 2022-23 |